# Ah! La Barbe
Ah! La Barbe (coneguda als Estats Units com A Funny Shave) és un curtmetratge francès mut de 1905 dirigit per Segundo de Chomón.

## Sinopsi
La pel·lícula mostra un home que, mentre s'afaita, es menja una part de la seva crema d'afaitar. Això fa que vegi al·lucinacions de cares grotesques al mirall, la qual cosa el porta a trencar el vidre. A l'esquerra del mirall hi ha una imatge d'un gall, que també va servir com a logotip de Pathé Frères.